# باشگاه فوتبال هرکولس
باشگاه فوتبال هرکولس (به اسپانیایی: Hércules CF) باشگاه فوتبال اسپانیایی است که در شهر والنسیا قرار دارد و هم‌اکنون در سگوندا دیویژن بی اسپانیا بازی می‌کند.
اوج کار هرکولس در اولین حضورش بعد چندین سال غیبت در لالیگا در نیوکمپ بود جایی که این تیم مدافع عنوان قهرمانی بارسلونا را به سرمربیگری پپ گواردیولا با نتیجه دو بر صفر شکست داد.
این باشگاه در سال ۱۹۲۲ بنیانگذاری شده است.